# Andrei Dudko
 (mars 2022).
Si vous disposez d'ouvrages ou d'articles de référence ou si vous connaissez des sites web de qualité traitant du thème abordé ici, merci de compléter l'article en donnant les références utiles à sa vérifiabilité et en les liant à la section « Notes et références ».
Andrei Dudko est un boxeur pieds-poings (Kick boxing) biélorusse. Il mesure 1,90 m pour 105 kg.
Andrei Dudko est doté d'un punch redoutable. Il a battu plusieurs de ses adversaires avant la limite. Au sein de l'organisation K-1 il a remporté le seul tournoi auquel il a participé en 2000.
Quelques victoires :
- 5 août 2000 : contre l'américain Roman Roytberg par KOT au 2e round ;
- 5 août 2000 : contre le canadien Paul Lalonde par KO au 1er round ;
- 5 août 2000 : contre le canadien Tomasz Kucharzewski par KO au 2e round ;